# 邦茲克羅斯羅茲 (密西西比州)
邦茲克羅斯羅茲（英語：Bounds Crossroads）是位於美國密西西比州伊塔萬巴縣的非建制地區。

## 地理
邦茲克羅斯羅茲所處的海拔為高於海平面132米（即433英呎），而該地所採用的時區為UTC-6，即北美中部時區（CST）。同時該地設有夏令時間，為UTC-6調快一小時，即UTC-5（CDT）。